# XIII Assemblea nazionale del popolo
La XIII Assemblea nazionale del popolo (cinese: 第十三届全国人民代表大会) è stata eletta tra l'ottobre 2017 e il marzo 2018 ed è rimasta in carica sino al 2023. Era composta da 2980 deputati e si è riunita in cinque sessioni annuali nel mese marzo. Le elezioni presidenziali si sono tenute il 17 marzo 2018 e sono state vinte da Xi Jinping con 2970 voti favorevoli (il 100%).

## Risultati
| Liste  | Liste                                                        | Voti | %     | Seggi |
| ------ | ------------------------------------------------------------ | ---- | ----- | ----- |
|        | Partito Comunista Cinese                                     |      | 71,11 | 2119  |
|        | Società 3 Settembre                                          |      | 2,15  | 64    |
|        | Lega Democratica Cinese                                      |      | 1,95  | 58    |
|        | Associazione di Costruzione Nazionale Democratica della Cina |      | 1,91  | 57    |
|        | Associazione Cinese per la Promozione della Democrazia       |      | 1,85  | 55    |
|        | Partito Democratico Cinese dei Contadini e dei Lavoratori    |      | 1,81  | 54    |
|        | Comitato Rivoluzionario del Kuomintang                       |      | 1,44  | 43    |
|        | Partito della Cina per l'Interesse Pubblico                  |      | 1,28  | 38    |
|        | Lega di Autogoverno Democratico di Taiwan                    |      | 0,44  | 13    |
|        | Indipendenti                                                 |      | 16,06 | 479   |
| Totale | Totale                                                       |      | 100   | 2980  |

## Elezioni presidenziali
Secondo una consuetudine introdotta da Deng Xiaoping, all'età di 69 anni i dirigenti dovrebbero andare in pensione per garantire un cambio generazionale. Tuttavia, Xi Jinping ha voluto che il suo alleato sessantanovenne Wang Qishan lo affiancasse come vicepresidente. Wang Qishan, già responsabile della lotta alla corruzione, è stato incaricato di avviare delle trattative con gli Stati Uniti d'America per far cessare la guerra commerciale in corso. Egli ha ottenuto 2969 voti su 2970. Xi Jinping potrà essere rieletto anche nel 2023, grazie alla riforma costituzionale approvata l'11 marzo dal Assemblea nazionale del popolo col 99,83% dei voti favorevoli (2958 voti favorevoli, 2 contrari e 3 astenuti).

### Risultati delle elezioni
| Elezione del presidente del Comitato permanente dell'Assemblea nazionale del popolo     | Elezione del presidente del Comitato permanente dell'Assemblea nazionale del popolo     | Elezione del presidente del Comitato permanente dell'Assemblea nazionale del popolo     | Elezione del presidente del Comitato permanente dell'Assemblea nazionale del popolo     | Elezione del segretario generale del Comitato permanente dell'Assemblea nazionale del popolo | Elezione del segretario generale del Comitato permanente dell'Assemblea nazionale del popolo | Elezione del segretario generale del Comitato permanente dell'Assemblea nazionale del popolo | Elezione del segretario generale del Comitato permanente dell'Assemblea nazionale del popolo |
| Candidati                                                                               | Favorevoli                                                                              | Contrari                                                                                | Astenuti                                                                                | Candidati                                                                                    | Favorevoli                                                                                   | Contrari                                                                                     | Astenuti                                                                                     |
| --------------------------------------------------------------------------------------- | --------------------------------------------------------------------------------------- | --------------------------------------------------------------------------------------- | --------------------------------------------------------------------------------------- | -------------------------------------------------------------------------------------------- | -------------------------------------------------------------------------------------------- | -------------------------------------------------------------------------------------------- | -------------------------------------------------------------------------------------------- |
| Li Zhanshu                                                                              | 2970                                                                                    | 0                                                                                       | 0                                                                                       | Yang Zhenwu                                                                                  | 2970                                                                                         | 0                                                                                            | 0                                                                                            |
| Elezioni presidenziali                                                                  | Elezioni presidenziali                                                                  | Elezioni presidenziali                                                                  | Elezioni presidenziali                                                                  | Elezione del vicepresidente                                                                  | Elezione del vicepresidente                                                                  | Elezione del vicepresidente                                                                  | Elezione del vicepresidente                                                                  |
| Candidati                                                                               | Favorevoli                                                                              | Contrari                                                                                | Astenuti                                                                                | Candidati                                                                                    | Favorevoli                                                                                   | Contrari                                                                                     | Astenuti                                                                                     |
| Xi Jinping                                                                              | 2970                                                                                    | 0                                                                                       | 0                                                                                       | Wang Qishan                                                                                  | 2969                                                                                         | 1                                                                                            | 0                                                                                            |
| Elezione dei vicepresidenti del Comitato permanente dell'Assemblea nazionale del popolo | Elezione dei vicepresidenti del Comitato permanente dell'Assemblea nazionale del popolo | Elezione dei vicepresidenti del Comitato permanente dell'Assemblea nazionale del popolo | Elezione dei vicepresidenti del Comitato permanente dell'Assemblea nazionale del popolo | Elezione del direttore del Comitato permanente                                               | Elezione del direttore del Comitato permanente                                               | Elezione del direttore del Comitato permanente                                               | Elezione del direttore del Comitato permanente                                               |
| Candidati                                                                               | Favorevoli                                                                              | Contrari                                                                                | Astenuti                                                                                | Candidati                                                                                    | Favorevoli                                                                                   | Contrari                                                                                     | Astenuti                                                                                     |
| Wang Chen                                                                               | 2970                                                                                    | 0                                                                                       | 0                                                                                       | Yang Xiaodu                                                                                  | 2969                                                                                         | 1                                                                                            | 0                                                                                            |
| Cao Jianming                                                                            | 2970                                                                                    | 0                                                                                       | 0                                                                                       | Yang Xiaodu                                                                                  | 2969                                                                                         | 1                                                                                            | 0                                                                                            |
| Zhang Chunxian                                                                          | 2969                                                                                    | 1                                                                                       | 0                                                                                       | Yang Xiaodu                                                                                  | 2969                                                                                         | 1                                                                                            | 0                                                                                            |
| Shen Yueyue                                                                             | 2969                                                                                    | 1                                                                                       | 0                                                                                       | Yang Xiaodu                                                                                  | 2969                                                                                         | 1                                                                                            | 0                                                                                            |
| Ji Bingxuan                                                                             | 2970                                                                                    | 0                                                                                       | 0                                                                                       | Yang Xiaodu                                                                                  | 2969                                                                                         | 1                                                                                            | 0                                                                                            |
| Arken Imirbaki                                                                          | 2970                                                                                    | 0                                                                                       | 0                                                                                       | Yang Xiaodu                                                                                  | 2969                                                                                         | 1                                                                                            | 0                                                                                            |
| Wan Exiang                                                                              | 2970                                                                                    | 0                                                                                       | 0                                                                                       | Yang Xiaodu                                                                                  | 2969                                                                                         | 1                                                                                            | 0                                                                                            |
| Chen Zhu                                                                                | 2970                                                                                    | 0                                                                                       | 0                                                                                       | Liu Yuan                                                                                     | 2                                                                                            | 0                                                                                            | 0                                                                                            |
| Wang Dongming                                                                           | 2969                                                                                    | 1                                                                                       | 0                                                                                       | Liu Yuan                                                                                     | 2                                                                                            | 0                                                                                            | 0                                                                                            |
| Padma Choling                                                                           | 2970                                                                                    | 0                                                                                       | 0                                                                                       | Liu Yuan                                                                                     | 2                                                                                            | 0                                                                                            | 0                                                                                            |
| Ding Zhongli                                                                            | 2968                                                                                    | 1                                                                                       | 1                                                                                       | Liu Yuan                                                                                     | 2                                                                                            | 0                                                                                            | 0                                                                                            |
| Hao Mingjin                                                                             | 2970                                                                                    | 0                                                                                       | 0                                                                                       | Liu Yuan                                                                                     | 2                                                                                            | 0                                                                                            | 0                                                                                            |
| Cai Dafeng                                                                              | 2969                                                                                    | 1                                                                                       | 0                                                                                       | Liu Yuan                                                                                     | 2                                                                                            | 0                                                                                            | 0                                                                                            |
| Wu Weihua                                                                               | 2970                                                                                    | 0                                                                                       | 0                                                                                       | Liu Yuan                                                                                     | 2                                                                                            | 0                                                                                            | 0                                                                                            |
| Elezione del primo ministro                                                             | Elezione del primo ministro                                                             | Elezione del primo ministro                                                             | Elezione del primo ministro                                                             | Elezione del vice primo ministro                                                             | Elezione del vice primo ministro                                                             | Elezione del vice primo ministro                                                             | Elezione del vice primo ministro                                                             |
| Li Keqiang                                                                              | 2964                                                                                    | 2                                                                                       | 0                                                                                       | Han Zheng                                                                                    | 2965                                                                                         | 4                                                                                            | 0                                                                                            |
| Li Keqiang                                                                              | 2964                                                                                    | 2                                                                                       | 0                                                                                       | Sun Chunlan                                                                                  | 2956                                                                                         | 5                                                                                            | 8                                                                                            |
| Li Keqiang                                                                              | 2964                                                                                    | 2                                                                                       | 0                                                                                       | Hu Chunhua                                                                                   | 2968                                                                                         | 0                                                                                            | 1                                                                                            |
| Li Keqiang                                                                              | 2964                                                                                    | 2                                                                                       | 0                                                                                       | Liu He                                                                                       | 2964                                                                                         | 3                                                                                            | 2                                                                                            |
| Elezione del presidente della Commissione militare centrale                             | Elezione del presidente della Commissione militare centrale                             | Elezione del presidente della Commissione militare centrale                             | Elezione del presidente della Commissione militare centrale                             | Elezione del vicepresidente della Commissione militare centrale                              | Elezione del vicepresidente della Commissione militare centrale                              | Elezione del vicepresidente della Commissione militare centrale                              | Elezione del vicepresidente della Commissione militare centrale                              |
| Candidati                                                                               | Favorevoli                                                                              | Contrari                                                                                | Astenuti                                                                                | Candidati                                                                                    | Favorevoli                                                                                   | Contrari                                                                                     | Astenuti                                                                                     |
| Xi Jinping                                                                              | 2970                                                                                    | 0                                                                                       | 0                                                                                       | Xu Qiliang                                                                                   | 2962                                                                                         | 0                                                                                            | 4                                                                                            |
| Xi Jinping                                                                              | 2970                                                                                    | 0                                                                                       | 0                                                                                       | Zhang Youxia                                                                                 | 2963                                                                                         | 2                                                                                            | 1                                                                                            |
| Elezione del presidente della Corte suprema                                             | Elezione del presidente della Corte suprema                                             | Elezione del presidente della Corte suprema                                             | Elezione del presidente della Corte suprema                                             | Elezione del procuratore capo                                                                | Elezione del procuratore capo                                                                | Elezione del procuratore capo                                                                | Elezione del procuratore capo                                                                |
| Candidati                                                                               | Favorevoli                                                                              | Contrari                                                                                | Astenuti                                                                                | Candidati                                                                                    | Favorevoli                                                                                   | Contrari                                                                                     | Astenuti                                                                                     |
| Zhou Qiang                                                                              | 2956                                                                                    | 5                                                                                       | 5                                                                                       | Zhang Jun                                                                                    | 2951                                                                                         | 5                                                                                            | 10                                                                                           |